# Centrul cercului înscris într-un triunghi

Centru cercului înscris într-un triunghi

În geometria triunghiului, centrul cercului înscris într-un triunghi este un punct important al triunghiului.
Se află la intersecția bisectoarelor acestuia.
Existența acestuia este remarcată încă din antichitate.

## Exprimare vectorială printr-un vector poziție
Vectorul poziție al centrului I al cercului înscris în triunghiul ABC este dat de:
{\displaystyle {\overrightarrow {PI}}={\frac {1}{a+b+c}}\cdot (a\cdot {\overrightarrow {PA}}+b\cdot {\overrightarrow {PB}}+c\cdot {\overrightarrow {PC}}),}
unde  {\displaystyle a=BC,\;b=CA,\;c=AB}  sunt lungimile laturilor triunghiului.
Demonstrație.
Se notează  {\displaystyle A',B',C'}  picioarele bisectoarelor din vârfurile  {\displaystyle A,B,C.} 
Conform teoremei bisectoarei:
{\displaystyle {\frac {A'B}{A'C}}={\frac {c}{b}},\;{\frac {B'C}{B'A}}={\frac {a}{c}},\;{\frac {C'A}{C'B}}={\frac {b}{a}}.}
Rezultă că punctul  {\displaystyle A'}  împarte segmentul  {\displaystyle {\overline {BC}}}  în raportul  {\displaystyle -{\frac {c}{b}},}  deci:
{\displaystyle {\overrightarrow {AA'}}={\frac {1}{1-\left(-{\frac {c}{b}}\right)}}\cdot \left({\overrightarrow {AB}}-\left(-{\frac {c}{b}}\right){\overrightarrow {AC}}\right)} adică  {\displaystyle {\overrightarrow {AA'}}={\frac {b}{b+c}}{\overrightarrow {AB}}+{\frac {c}{b+c}}{\overrightarrow {AC}}.} 
Din  {\displaystyle {\frac {A'B}{A'C}}={\frac {c}{b}}}  rezultă  {\displaystyle {\frac {A'B}{A'B+A'C}}={\frac {c}{b+c}}.} 
Dar  {\displaystyle A'B+A'C=a,}  deci  {\displaystyle A'B={\frac {ac}{b+c}},\;A'C={\frac {ab}{b+c}}.} 
 {\displaystyle [BI}  este bisectoare în triunghiul  {\displaystyle ABA',}  deci aplicând teorema bisectoarei:
{\displaystyle {\frac {IA}{IA'}}={\frac {BA}{BA'}}=c\cdot {\frac {b+c}{ac}}={\frac {b+c}{a}}.}
Rezultă că punctul I împarte segmentul  {\displaystyle {\overline {AA'}}}  în raportul  {\displaystyle -{\frac {b+c}{a}}}  deci
|  | {\displaystyle {\overrightarrow {PI}}={\frac {1}{1-\left(-{\frac {b+c}{a}}\right)}}\cdot \left({\overrightarrow {PA}}-\left(-{\frac {b+c}{a}}\right)\cdot {\overrightarrow {PA'}}\right)} | {\displaystyle (1)} |

Cum  {\displaystyle {\frac {A'B}{A'C}}={\frac {c}{b}},}  rezultă că  {\displaystyle A'}  împarte segmentul  {\displaystyle {\overrightarrow {BC}}}  în raportul  {\displaystyle -{\frac {c}{b}}}  deci:
{\displaystyle {\overrightarrow {PA'}}={\frac {1}{1-\left(-{\frac {c}{b}}\right)}}\cdot \left({\overrightarrow {PB}}-\left(-{\frac {c}{b}}\right)\cdot {\overrightarrow {PC}}\right)}
adică:
|  | {\displaystyle {\overrightarrow {PA'}}={\frac {b}{b+c}}{\overrightarrow {PB}}+{\frac {c}{b+c}}{\overrightarrow {PC}}.} | {\displaystyle (2)} |

Înlocuind (2) în (1), se obține formula din enunț.

## Coordonatele carteziene
Coordonatele carteziene ale acestui punct sunt:
{\displaystyle {\bigg (}{\frac {ax_{a}+bx_{b}+cx_{c}}{a+b+c}},{\frac {ay_{a}+by_{b}+cy_{c}}{a+b+c}}{\bigg )}={\frac {a(x_{a},y_{a})+b(x_{b},y_{b})+c(x_{c},y_{c})}{a+b+c}},}
unde  {\displaystyle (x_{a},y_{a})}, {\displaystyle (x_{b},y_{b})}  și  {\displaystyle (x_{c},y_{c})}  sunt coordonatele vârfului triunghiului.